# Марк IV
Марк IV (енгл. Mark IV) је био британски тенк из Првог светског рата. Главна унапређена су била у оклопу, измештеном резервоару за гориво и лакшем транспорту. Укупно је произведено 1220 примерака: 420 „мушких“, 595 „женских“ и 205 неименованих који су коришћени за транспорт.
Марк IV је први пут коришћен средином 1917. у бици код Месине. Тенк је остао у употреби у британској војсци до краја рата и један мали број је коришћен и у каснијим борбама.